# Kuhn-Insel (Franz-Josef-Land)
Die Kuhn-Insel (russisch Остров Куна; Ostrow Kuna) ist eine Insel des arktischen Franz-Josef-Lands. Administrativ gehört sie zur russischen Oblast Archangelsk.

## Geographie
Die größtenteils unvergletscherte Kuhn-Insel ist zwischen ihrem West- (Mys Golowina) und Ostkap (Mys Obrywisty, steiles Kap) knapp 8 km lang und in Nord-Süd-Richtung bis zu 5 km breit. Ihre Fläche beträgt etwa 17,5 km². Im Süden erstreckt sich eine über 2 km lange Halbinsel in südwestlicher Richtung, der ein Eiland, die Brosch-Insel, vorgelagert ist. Die größte Erhebung der Kuhn-Insel misst 228 m.
Die Insel befindet sich im Osten der zentralen Gruppe Franz-Josef-Lands (Zichy-Inseln). Im Südosten liegt im Abstand von 1,5 km die ebenfalls weitgehend unvergletscherte Kane-Insel. Beide Inseln sind durch den Sterneck-Sund von der größeren Greely-Insel im Süden getrennt. Westlich liegt die Payer-Insel, nördlich die Stoliczka-Insel und etwa 10 km nordöstlich die Becker-Insel.

## Geschichte
Die Österreichisch-Ungarische Nordpolexpedition entdeckte Franz-Josef-Land im August 1873. Auf der ersten Karte des Archipels ist die Kuhn-Insel bereits unter diesem Namen eingetragen. Sie wurde von den Expeditionsteilnehmern jedoch nicht betreten, da deren Weg im April 1874 sie am Ostufer der Kane-Insel entlangführte. Julius Payer verschaffte sich einen Überblick, indem er am 17. April Kap Hellwald im Nordosten der Kane-Insel bestieg. Die Kuhn-Insel wurde von Payer nach dem österreichischen Kriegsminister Franz Kuhn von Kuhnenfeld benannt, der die Expedition gefördert hatte.